# Política de visados del espacio Schengen

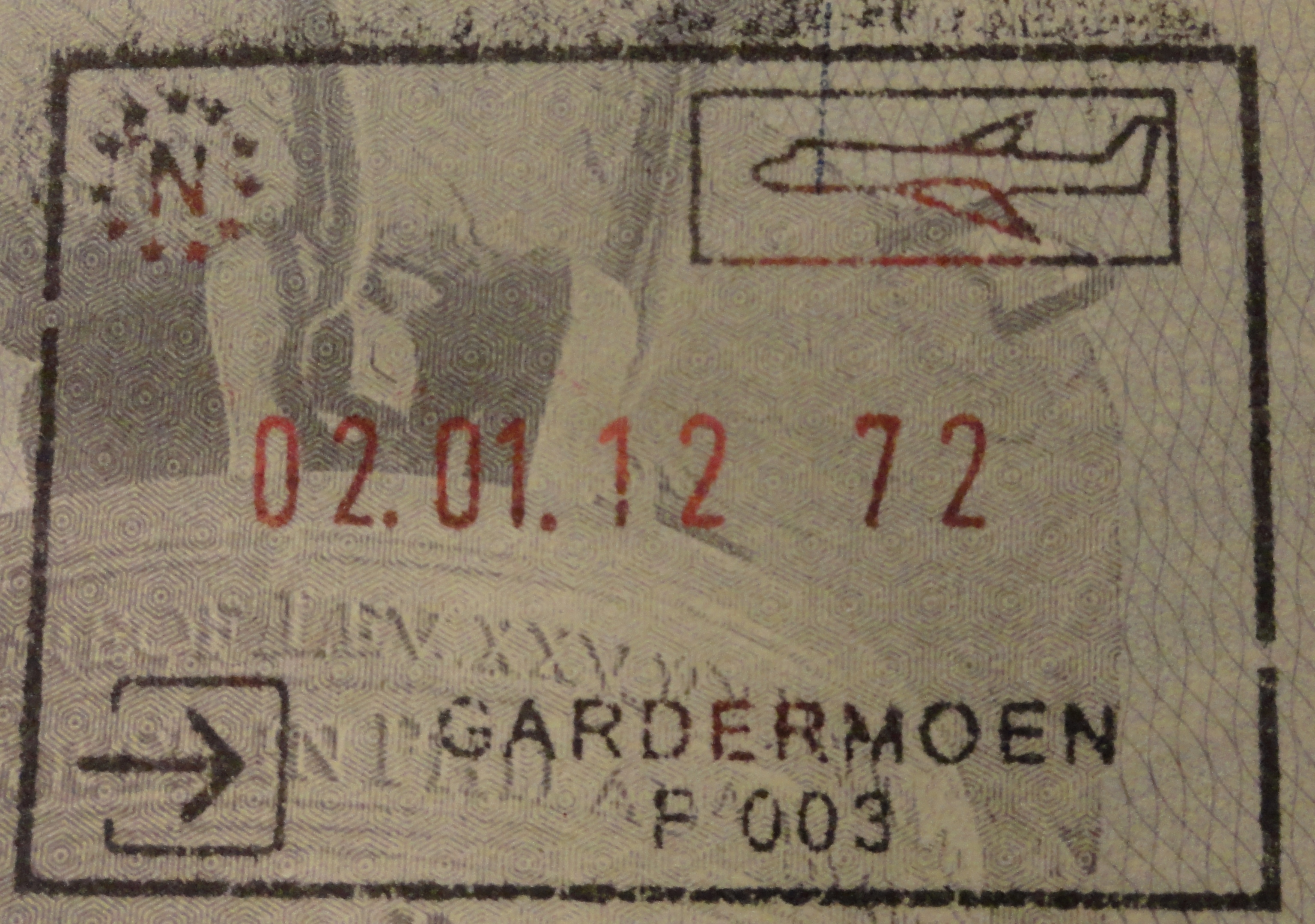
Sello de entrada al espacio Schengen emitido en el aeropuerto internacional de Oslo

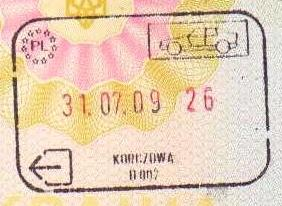
Sello de salida del espacio Schengen emitido en la frontera entre Polonia y Ucrania

La política de visas del Espacio Schengen es un componente dentro del área más amplia de libertad, seguridad y justicia de la Unión Europea. Se aplica al Espacio Schengen y a otros Estados miembros de la UE, excepto Irlanda. La política de visas permite a los nacionales de ciertos países ingresar al Espacio Schengen por aire, tierra o mar sin necesidad de visa por hasta 90 días dentro de cualquier período de 180 días. Los nacionales de ciertos otros países deben tener una visa para ingresar y, en algunos casos, para hacer tránsito a través del área Schengen.
El Espacio Schengen está compuesto por 25 Estados miembros de la UE y cuatro países no pertenecientes a la UE que son miembros de la AELC: Islandia, Liechtenstein, Noruega y Suiza. Chipre aunque son miembros de la UE, aún no forman parte del Espacio Schengen, pero, no obstante, tienen una política de visas que se basa parcialmente en el acervo de Schengen.
Irlanda ha optado por no participar en el Acuerdo de Schengen y, en su lugar, opera su propia política de visas, al igual que ciertos territorios ultramarinos de los Estados miembros de Schengen.
Los nacionales de los países del mercado único de la UE no solo están exentos de visa, sino que tienen derecho legal a ingresar y residir en los países de los demás. Sin embargo, su derecho a la libertad de movimiento en los países de los demás puede limitarse en un número reservado de situaciones, según lo prescribe los tratados de la UE.

## Mapa de política de visados

Espacio Schengen
Otros miembros de la UE y territorios de países Schengen fuera del Espacio Schengen con libertad de circulación en el Espacio Schengen
No se requiere visa para estancias cortas en el Espacio Schengen, generalmente 90 días dentro de un período de 180 días (UE 2018/1806 Anexo II)
Se requiere visa para ingresar al Espacio Schengen y, en algunos casos, para transitar por ciertos países Schengen (UE 2018/1806 Anexo I)
Se requiere visa para ingresar o transitar por cualquier país Schengen (CE 810/2009 Anexo IV)

## Exenciones de visa

### Libertad de movimiento
- Ciudadanos de la Unión Europea
- Ciudadanos de los Estados miembros de la AELC

| Reglas para la libertad de movimiento. |
| --- |
| La Directiva 2004/38/CE define el derecho de libre circulación para los ciudadanos del Espacio Económico Europeo (EEE), que incluye la Unión Europea (UE) y tres miembros de la Asociación Europea de Libre Comercio (AELC): Islandia, Noruega y Liechtenstein. Suiza, que es miembro de la AELC pero no del EEE, no está sujeta a la Directiva, sino que tiene un acuerdo multilateral separado sobre la libre circulación con la UE y sus Estados miembros. La libertad de movimiento entre Suiza y los otros países de la AELC se produce de acuerdo con la convención de la AELC. Todos estos países conforman el mercado único de la UE. Los nacionales de todos los estados del mercado único de la UE que posean un pasaporte válido, una tarjeta de pasaporte o una tarjeta de identidad nacional pueden ingresar, residir y trabajar en el territorio de los demás sin necesidad de visa. Si no pueden presentar un pasaporte válido o una tarjeta de identidad nacional en la frontera, aun así deben recibir toda oportunidad razonable para obtener los documentos necesarios o que se los lleven en un período de tiempo razonable, o corroborar o demostrar por otros medios que están cubiertos por el derecho de libre circulación. Sin embargo, los estados del mercado único de la UE pueden negar la entrada a cualquier nacional del mercado único de la UE por motivos de orden público, seguridad pública o salud pública cuando la persona represente una "amenaza genuina, actual y lo suficientemente grave que afecte a uno de los intereses fundamentales de la sociedad". Si la persona ha obtenido la residencia permanente en el país donde se solicita la entrada (un estatus que normalmente se obtiene después de 5 años de residencia), el estado miembro solo puede expulsar a la persona por motivos graves de orden público o seguridad pública. Cuando la persona haya residido durante 10 años o sea menor de edad, el estado miembro solo puede expulsar a la persona por motivos imperiosos de seguridad pública (y, en el caso de los menores, si la expulsión es necesaria en el interés superior del niño, según lo dispuesto en la Convención sobre los Derechos del Niño). La expulsión por motivos de salud pública debe relacionarse con enfermedades con 'potencial epidémico' que hayan ocurrido menos de 3 meses antes de la fecha de llegada de la persona al estado miembro donde se solicita la entrada. |

### Nacionales de países y territorios del 'Anexo II' (países con exención de visa)
Desde 2001, la Unión Europea ha emitido una lista de países cuyos nacionales necesitan visas (Anexo I) y una lista de aquellos que no (Anexo II). Las dos listas también son adoptadas por Bulgaria, Chipre y Rumania, aunque estos tres países aún no son parte del Espacio Schengen.
Los nacionales de los siguientes países y territorios que posean pasaportes ordinarios pueden ingresar al Espacio Schengen, Bulgaria, Chipre y Rumania sin visa, para estadías cortas (generalmente 90 días dentro de cualquier período de 180 días):
| - Albania - Andorra - Antigua y Barbuda - Argentina - Australia - Bahamas - Barbados - Bosnia y Herzegovina - Brasil - Brunéi - Canadá - Chile - Colombia - Costa Rica - Dominica - El Salvador - Georgia - Granada - Guatemala - Honduras - Hong Kong | - Israel - Japón - Kiribati - Kosovo - Macao - Malasia - Islas Marshall - Mauricio - México - Micronesia - Moldavia - Mónaco - Montenegro - Nueva Zelanda - Nicaragua - Macedonia del Norte - Palaos - Panamá - Paraguay - Perú - San Cristóbal y Nieves | - Saint Lucia - San Vicente y las ganadinas - Samoa - San Marino - Serbia - Seychelles - Singapur - Islas Salomón - Corea del Sur - Taiwán - Timor-Leste - Tonga - Trinidad y Tobago - Tuvalu - Ucrania - Emiratos Árabes Unidos - Reino Unido - Estados Unidos - Uruguay - Ciudad del Vaticano - Venezuela |

| Fecha de cambios de visa |
| --- |
| - Los nacionales de los siguientes países, que ahora forman parte de la Unión Europea o del Espacio Schengen, nunca han necesitado una visa para acceder al Espacio Schengen: Austria, Croacia, Chipre, República Checa, Dinamarca, Estonia, Finlandia, Hungría, Islandia, Irlanda, Italia, Grecia, Letonia, Liechtenstein, Lituania, Malta, Noruega, Polonia, Eslovaquia, Eslovenia, Suecia, Suiza. - Los nacionales de los siguientes países tampoco han necesitado nunca una visa para acceder al Espacio Schengen: Andorra, Argentina, Australia, Brasil, Brunéi, Canadá, Chile, Costa Rica, Guatemala, El Salvador, Honduras, Israel, Japón, Malasia, México, Mónaco, Nueva Zelanda, Nicaragua, Panamá, Paraguay, San Marino, Singapur, Corea del Sur, Reino Unido, Estados Unidos, Uruguay, Ciudad del Vaticano, Venezuela. - 10 de abril de 2001: Bulgaria, Hong Kong, Macao. - 1 de enero de 2002: Rumania. - 19 de enero de 2007: Nacionales Británicos (en Ultramar). - 28 de mayo de 2009: Antigua y Barbuda, Bahamas (reanudado), Barbados, Mauricio, San Cristóbal y Nieves, Seychelles. - 19 de diciembre de 2009: República de Macedonia (ahora Macedonia del Norte), Montenegro, Serbia. - 15 de diciembre de 2010: Albania, Bosnia y Herzegovina. - 22 de diciembre de 2010: Taiwán. - 28 de abril de 2014: Moldavia. - 15 de mayo de 2014: Todos los nacionales británicos. - 6 de mayo de 2015: Emiratos Árabes Unidos. - 26 de mayo de 2015: Timor Oriental. - 28 de mayo de 2015: Dominica, Granada, Samoa, Santa Lucía, San Vicente y las Granadinas, Trinidad y Tobago. - 20 de noviembre de 2015: Tonga. - 3 de diciembre de 2015: Colombia (reanudado). - 7 de diciembre de 2015: Palaos. - 15 de marzo de 2016: Perú. - 24 de junio de 2016: Kiribati. - 28 de junio de 2016: Islas Marshall. - 1 de julio de 2016: Tuvalu. - 20 de septiembre de 2016: Micronesia. - 7 de octubre de 2016: Islas Salomón. - 28 de marzo de 2017: Georgia. - 11 de junio de 2017: Ucrania. - 1 de enero de 2024: Kosovo. Cancelado: - Bahamas (se reanudó en 2009), Belice, Jamaica, Kenia, Malaui: 1999 - Colombia: 2001 (se retomó en 2015) - Ecuador: 1 de junio de 2003 - Bolivia: 1 de abril de 2007 - Vanuatu: 4 de mayo de 2022 [lower-alpha 1] |

| Normas para nacionales del Anexo II |
| --- |
| Para poder ingresar al Espacio Schengen, Bulgaria, Chipre o Rumania, los nacionales mencionados en el Anexo II anterior deben: - Poseer un documento de viaje válido por al menos 3 meses después de la fecha de salida prevista y que haya sido emitido en los últimos 10 años. - Contar con fondos suficientes para su estadía y su viaje de ida o regreso. - Justificar el propósito y las condiciones de su estadía. - No estar registrados en el Sistema de Información Schengen como una persona a quien se le debe denegar la entrada y no ser considerados como una amenaza para el orden público, la seguridad interna, la salud pública o las relaciones internacionales de ningún país Schengen. Los nacionales del Anexo II mencionados anteriormente pueden ingresar al Espacio Schengen en su totalidad por placer o por negocios sin necesidad de solicitar una visa por un máximo de 90 días en cualquier período de 180 días (lo que implica considerar el período de 180 días anterior a cada día de estadía). Para los nacionales de Brasil, Mauricio y Seychelles, la estadía máxima sin visa se define como 3 meses durante un período de 6 meses a partir de la fecha de la primera entrada, debido a los acuerdos de exención de visa entre la UE y cada uno de estos países que utilizan dicha definición. El tiempo que un nacional del Anexo II pase en el Espacio Schengen con una visa de larga duración o un permiso de residencia no cuenta para el límite del período de exención de visa de 90 días. Todos los nacionales del Anexo II también pueden ingresar a Bulgaria, Chipre y Rumania sin visa por un máximo de 90 días en un período de 180 días en cada uno de estos países. Las restricciones de tiempo sin visa para cada uno de estos países se calculan por separado (además de ser distintas de la restricción de tiempo sin visa del Espacio Schengen). Según una tabla compilada por la Comisión Europea, algunos países Schengen permiten a ciertos nacionales trabajar durante su estadía sin visa: - Austria, República Checa, Dinamarca, Estonia, Alemania, Hungría, Islandia, Italia, Letonia, Liechtenstein, Malta, Portugal, Rumania, Suecia: ninguno. - Bélgica, Bulgaria, Croacia, Chipre, Lituania, Luxemburgo, Países Bajos, Polonia, Eslovaquia, Eslovenia: todos los nacionales sin visa. - Finlandia, Noruega: todos los nacionales sin visa, con un permiso de trabajo. - Francia: todos los nacionales sin visa, excepto los de Australia, Brasil, Japón, México, Singapur, Corea del Sur, Estados Unidos y Venezuela. - Grecia: todos los nacionales sin visa que no trabajen como creadores intelectuales. - España: nacionales de Andorra que no trabajen en una profesión independiente. - Suiza: nacionales de Andorra, Australia, Brunéi, Japón, Malasia, Mónaco, Nueva Zelanda, San Marino, Singapur, Reino Unido y Ciudad del Vaticano. |

### Residentes y titulares de visas de estados Schengen.
Los titulares de una visa de larga duración o un permiso de residencia emitidos por un estado Schengen o Mónaco también pueden viajar a otros estados Schengen, sin necesidad de una visa adicional, por una estadía de hasta 90 días en cualquier período de 180 días. Las visas de corta duración emitidas por un estado Schengen también son válidas para todos los demás estados Schengen, a menos que se indique lo contrario.
Los titulares de una visa (incluso si está limitada a un país específico) o un permiso de residencia emitidos por un estado Schengen o Mónaco también pueden viajar a Chipre sin necesidad de una visa adicional, por una estadía de hasta 90 días en cualquier período de 180 días (excepto los nacionales de Turquía y Azerbaiyán, que aún necesitan una visa chipriota). Sin embargo, las visas y los permisos de residencia emitidos por Chipre no son válidos para viajar al Espacio Schengen.

### Familiares de nacionales del mercado único de la UE
Las personas de cualquier nacionalidad que sean familiares de ciudadanos del mercado único de la UE y que posean una tarjeta de residencia que indique su estatus están exentas del requisito de tener una visa al ingresar al mercado único de la UE cuando acompañan a su familiar del mercado único de la UE o están buscando unirse a ellos.

### Tránsito aeroportuario
En general, un pasajero que hace escala en un solo aeropuerto en el Espacio Schengen, Bulgaria, Chipre y Rumania mientras permanece en la zona de tránsito internacional durante menos de un día no requerirá una visa (privilegio de tránsito). Esto solo se aplica si la transferencia es posible sin salir de la zona de tránsito internacional, lo que depende del vuelo de conexión y del diseño del aeropuerto.
Sin embargo, el 5 de abril de 2010, la Unión Europea introdujo requisitos de visa comunes para el tránsito aeroportuario. Los nacionales de los siguientes 12 países deben tener una visa de tránsito aeroportuario (ATV) al hacer escala en cualquier aeropuerto del Espacio Schengen, Bulgaria, Chipre o Rumania, incluso si permanecen en la zona de tránsito aéreo:
| - Afganistán - Bangladés - República Democrática del Congo | - Eritrea - Etiopía - Ghana | - Irán - Irak - Nigeria | - Pakistán - Somalia - Sri Lanka |

Sin embargo, los nacionales de los países mencionados anteriormente están exentos de visas de tránsito aeroportuario si poseen una visa o permiso de residencia emitido por un país del mercado único de la UE, Andorra, Canadá, Japón, Mónaco, San Marino o los Estados Unidos, son miembros de la familia de un país de la UE. nacionales del mercado único, ser titulares de pasaporte diplomático o ser miembros de la tripulación de un vuelo. 
Sin embargo, los nacionales de los países mencionados anteriormente están exentos de la visa de tránsito aeroportuario si poseen una visa o permiso de residencia emitido por un país del mercado único de la UE, Andorra, Canadá, Japón, Mónaco, San Marino o los Estados Unidos, son familiares de un nacional del mercado único de la UE, tienen un pasaporte diplomático, o son miembros de la tripulación de vuelo.
Además, los países individuales del Espacio Schengen pueden imponer requisitos de visa de tránsito aeroportuario para los nacionales de otros países en casos urgentes de afluencia masiva de inmigrantes ilegales. Por ejemplo, los nacionales de Siria necesitan ATVs para muchos, pero no todos los países del Espacio Schengen.
| Nacionalidades adicionales (con pasaportes ordinarios) requeridas para tener un ATV en algunos países Schengen |
| --- |
| - Austria : Siria - Bélgica : República Dominicana, Guinea, Guinea-Bissau, Haití, Nepal, Palestina, Sudán del Sur, Sudán, Siria, Turquía, Yemen - Chipre : Turquía - República Checa : Argelia, Armenia, Chad, Cuba, Egipto, India, Líbano, Libia, Mali, Mauritania, Níger, Palestina, Rusia, Sudán del Sur, Sudán, Siria, Turquía, Yemen - Dinamarca : Siria - Francia : Angola, Bolivia, Camerún, República Centroafricana, Chad, Congo, Cuba, República Dominicana, Guinea, Haití, India, Costa de Marfil, Mali, Mauritania, Nepal, Filipinas, Rusia (sólo si llega desde Armenia, Azerbaiyán, Bielorrusia, Egipto, Georgia, Moldavia, Turquía o Ucrania), Senegal, Sierra Leona, Sudán del Sur, Sudán, Siria, Turquía, Uzbekistán - Alemania : Cuba, India, Jordania (excepto si viaja hacia o desde Australia, Israel o Nueva Zelanda, con una visa válida para ese país), Líbano, Mali, Sudán del Sur, Sudán, Siria, Turquía. - Grecia : Camerún, Congo, Sudán, Siria - Italia : Senegal, Siria - Países Bajos : Cuba, Guinea, Guinea-Bissau, Nepal, Sierra Leona, Sudán del Sur, Sudán, Siria, Turquía, Yemen - Noruega : Siria, Turquía - Polonia : Armenia, Cuba, Egipto - Portugal : Guinea, Senegal - Rumania : Siria - España : Burkina Faso, Camerún, Congo, Cuba, Yibuti, Gambia, Guinea, Guinea-Bissau, Haití (solo con pasaportes expedidos a partir del 1 de septiembre de 2021), India, Costa de Marfil, Kenia, Liberia, Mali, Palestina, Sierra Leona, Siria, Tayikistán, Togo, Turquía, Uzbekistán, Yemen - Suiza : Cuba, Siria, Turquía - Bulgaria, Croacia, Estonia, Finlandia, Hungría, Islandia, Letonia, Lituania, Luxemburgo, Malta, Eslovaquia, Eslovenia y Suecia : no hay nacionalidades adicionales más allá de la lista común de ATV - Liechtenstein : sin aeropuertos |

### Resumen de exenciones de visa
| Country or territory            | Espacio Schengen       | Espacio Schengen       | Espacio Schengen       |
| Country or territory            | Crucero                | Aire                   | Tránsito               |
| ------------------------------- | ---------------------- | ---------------------- | ---------------------- |
| Afganistán                      | No                     | No                     | No                     |
| Albania                         | Sí                     | Sí                     | Sí                     |
| Andorra                         | Sí                     | Sí                     | Sí                     |
| Antigua y Barbuda               | Sí                     | Sí                     | Sí                     |
| Argentina                       | Sí                     | Sí                     | Sí                     |
| Australia                       | Sí                     | Sí                     | Sí                     |
| Bandera de Bahamas              | Sí                     | Sí                     | Sí                     |
| Barbados                        | Sí                     | Sí                     | Sí                     |
| Bosnia y Herzegovina            | Sí                     | Sí                     | Sí                     |
| Bulgaria                        | Libertad de movimiento | Libertad de movimiento | Libertad de movimiento |
| Brasil                          | Sí                     | Sí                     | Sí                     |
| Bangladés                       | No                     | No                     | No                     |
| Brunéi                          | Sí                     | Sí                     | Sí                     |
| Canadá                          | Sí                     | Sí                     | Sí                     |
| Chile                           | Sí                     | Sí                     | Sí                     |
| Colombia                        | Sí                     | Sí                     | Sí                     |
| Costa Rica                      | Sí                     | Sí                     | Sí                     |
| Chipre                          | Libertad de movimiento | Libertad de movimiento | Libertad de movimiento |
| Dominica                        | Sí                     | Sí                     | Sí                     |
| República democrática del Congo | No                     | No                     | No                     |
| El Salvador                     | Sí                     | Sí                     | Sí                     |
| Ciudadanos UE                   | Libertad de movimiento | Libertad de movimiento | Libertad de movimiento |
| Ciudadanos AELC                 | Libertad de movimiento | Libertad de movimiento | Libertad de movimiento |
| Eritrea                         | No                     | No                     | No                     |
| Georgia                         | Sí                     | Sí                     | Sí                     |
| Granada                         | Sí                     | Sí                     | Sí                     |
| Groenlandia                     | Libertad de movimiento | Libertad de movimiento | Libertad de movimiento |
| Guatemala                       | Sí                     | Sí                     | Sí                     |
| Honduras                        | Sí                     | Sí                     | Sí                     |
| Hong Kong                       | Sí                     | Sí                     | Sí                     |
| Irlanda                         | Libertad de movimiento | Libertad de movimiento | Libertad de movimiento |
| Israel                          | Sí                     | Sí                     | Sí                     |
| Irán                            | No                     | No                     | No                     |
| Irak                            | No                     | No                     | No                     |
| Japón                           | Sí                     | Sí                     | Sí                     |
| Kiribati                        | Sí                     | Sí                     | Sí                     |
| Kosovo                          | Sí                     | Sí                     | Sí                     |
| Macao                           | Sí                     | Sí                     | Sí                     |
| Mauricio                        | Sí                     | Sí                     | Sí                     |
| México                          | Sí                     | Sí                     | Sí                     |
| Micronesia                      | Sí                     | Sí                     | Sí                     |
| Moldavia                        | Sí                     | Sí                     | Sí                     |
| Mónaco                          | Sí                     | Sí                     | Sí                     |
| Montenegro                      | Sí                     | Sí                     | Sí                     |
| Nueva Zelanda                   | Sí                     | Sí                     | Sí                     |
| Nicaragua                       | Sí                     | Sí                     | Sí                     |
| Nigeria                         | No                     | No                     | No                     |
| Rumania                         | Libertad de movimiento | Libertad de movimiento | Libertad de movimiento |
| Macedonia del Norte             | Sí                     | Sí                     | Sí                     |
| Palaos                          | Sí                     | Sí                     | Sí                     |
| Panamá                          | Sí                     | Sí                     | Sí                     |
| Paraguay                        | Sí                     | Sí                     | Sí                     |
| Pakistán                        | No                     | No                     | No                     |
| Perú                            | Sí                     | Sí                     | Sí                     |
| San Cristóbal y Neves           | Sí                     | Sí                     | Sí                     |
| Santa Lucía                     | Sí                     | Sí                     | Sí                     |
| San Vicente y las Granadinas    | Sí                     | Sí                     | Sí                     |
| Samoa                           | Sí                     | Sí                     | Sí                     |
| San Marino                      | Sí                     | Sí                     | Sí                     |
| Somalia                         | No                     | No                     | No                     |
| Serbia                          | Sí                     | Sí                     | Sí                     |
| Seychelles                      | Sí                     | Sí                     | Sí                     |
| Singapur                        | Sí                     | Sí                     | Sí                     |
| Islas Salomón                   | Sí                     | Sí                     | Sí                     |
| Corea del Sur                   | Sí                     | Sí                     | Sí                     |
| Sri Lanka                       | No                     | No                     | No                     |
| Taiwán                          | Sí                     | Sí                     | Sí                     |
| Timor-Leste                     | Sí                     | Sí                     | Sí                     |
| Tonga                           | Sí                     | Sí                     | Sí                     |
| Trinidad y Tobago               | Sí                     | Sí                     | Sí                     |
| Tuvalu                          | Sí                     | Sí                     | Sí                     |
| Ucrania                         | Sí                     | Sí                     | Sí                     |
| Emiratos Árabes unidos          | Sí                     | Sí                     | Sí                     |
| Estados Unidos                  | Sí                     | Sí                     | Sí                     |
| Reino Unido                     | Sí                     | Sí                     | Sí                     |
| Uruguay                         | Sí                     | Sí                     | Sí                     |
| Vanuatu                         | Sí                     | Sí                     | Sí                     |
| Ciudad del Vaticano             | Sí                     | Sí                     | Sí                     |
| Venezuela                       | Sí                     | Sí                     | Sí                     |

## Visas

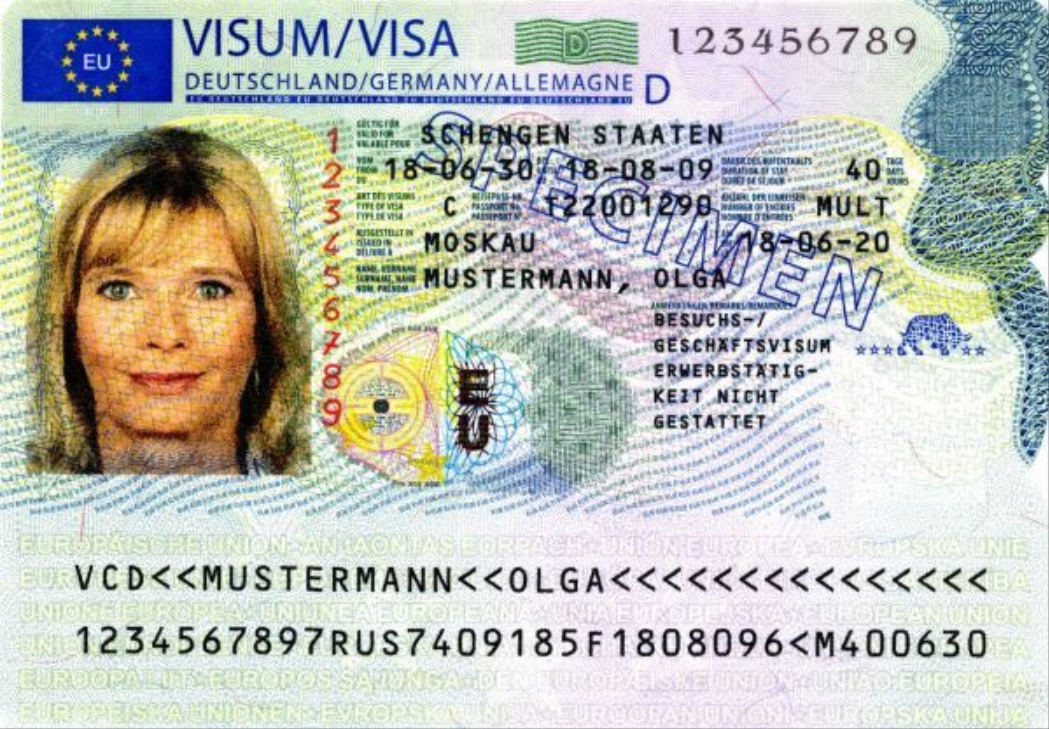
Visa Schengen emitida por Alemania

Las visas Schengen pueden ser emitidas por cualquier estado miembro del Espacio Schengen. Los viajeros deben solicitar en la embajada o consulado del país que tengan la intención de visitar. En casos de viajeros que visiten múltiples países en el Espacio Schengen, los viajeros deben solicitar en la embajada o consulado de su destino principal. Si no se puede determinar el destino principal, el viajero debe solicitar la visa en la embajada del estado miembro de Schengen de la primera entrada. A menudo, ciertas misiones diplomáticas subcontratan a proveedores de servicios externos para procesar, recopilar y devolver las solicitudes de visa.
Las solicitudes de visa Schengen no pueden presentarse más de seis meses antes de la fecha propuesta de entrada al Espacio Schengen. Todas las embajadas de los países pueden requerir que los solicitantes proporcionen datos biométricos (diez huellas dactilares y una fotografía digital) como parte del proceso de solicitud de visa que se almacenará en el Sistema de Información de Visados (VIS). No se recopilan datos biométricos de niños menores de 12 años. Los viajeros que soliciten una visa Schengen por primera vez deben hacerlo en persona y están sujetos a una entrevista con los funcionarios consulares. Si se han proporcionado datos biométricos en los últimos 59 meses, es posible que no se requiera que el solicitante proporcione datos biométricos nuevamente. Si la solicitud de visa es admisible y no hay problemas con la solicitud, se debe tomar una decisión dentro de los 15 días calendario a partir de la fecha en que se presentó la solicitud.
La tarifa estándar de solicitud de visa Schengen es de 80 euros. Hay una tarifa de solicitud reducida de 40 euros para niños de 6 a 12 años. La tarifa de solicitud de visa puede eximirse o reducirse para 'promover intereses culturales o deportivos, intereses en el campo de la política exterior, política de desarrollo y otras áreas de interés público vital, o por razones humanitarias o debido a obligaciones internacionales'. Cuando se presenta una solicitud a un proveedor de servicios externo, puede ser necesario pagar una tarifa de servicio adicional.
Las visas Schengen son válidas para cualquier país del Espacio Schengen a menos que se indique lo contrario. Bulgaria, Chipre y Rumania también aceptan visas Schengen (incluso si están limitadas a un país específico), así como visas emitidas por los demás, para estadías de hasta 90 días en un período de 180 días (excepto para los nacionales de Turquía y Azerbaiyán que viajan a Chipre). Sin embargo, las visas emitidas por Bulgaria, Chipre o Rumania no son válidas para viajar al Espacio Schengen.
El Convenio Schengen y el Código de Fronteras Schengen permiten a los Estados miembros exigir a los nacionales de terceros países que informen su presencia en una comisaría de policía dentro de los 3 días hábiles posteriores al cruce de una frontera interna. Este requisito varía según el país y generalmente puede ser realizado por los hoteles.
Desde la relajación global de las reglas de bloqueo por COVID-19 y el aumento en la demanda de viajes, las embajadas de los países Schengen han sido objeto de una crítica inmensa por los largos tiempos de procesamiento de visas y la falta de disponibilidad de citas para visas. La falta general de competencia para los contratos de externalización de visas, que están dominados por empresas como VFS Global, BLS International y TLScontact, también ha sido culpada por el mal servicio.
Esto ha impulsado en parte a la UE a digitalizar aún más el proceso. Está planeando introducir una plataforma de solicitud de visa en línea unificada a nivel de la UE y Schengen, reemplazando las plataformas nacionales separadas. La plataforma será construida por eu-LISA y está programada para ser introducida en 2026. Un período de transición para que todos los Estados miembros migren a la plataforma única está programado para durar hasta 2031. El Parlamento Europeo votó el 18 de octubre de 2023 para introducir el sistema de solicitud digital y visas firmadas criptográficamente. En casi todos los casos, las solicitudes de visas Schengen se realizarán a través de un único sitio web.

### En la frontera
En casos excepcionales, se pueden emitir visas Schengen de entrada única válidas por hasta 15 días a la llegada a la frontera. Estas visas están reservadas para personas que puedan demostrar que no pudieron solicitar una visa con anticipación debido a limitaciones de tiempo surgidas de razones 'imprevisibles' e 'imperativas', siempre que cumplan con los criterios regulares para la emisión de una visa Schengen. Sin embargo, si la persona que solicita una visa Schengen en la frontera pertenece a una categoría de personas para las cuales es necesario consultar una o más de las autoridades centrales de otros Estados Schengen, solo se les puede emitir una visa en la frontera en casos excepcionales por razones humanitarias, por razones de interés nacional o debido a obligaciones internacionales (como la muerte o enfermedad repentina de un familiar cercano o de otra persona cercana). En 2017, aproximadamente se emitieron 89,000 visas Schengen a viajeros a su llegada a la frontera. Las personas que intentan viajar de esta manera al Espacio Schengen pueden ser rechazadas para abordar por la aerolínea debido a la responsabilidad del transportista, que penaliza a las aerolíneas si transportan pasajeros que no tienen la documentación correcta.

### Visas con validez territorial limitada
En casos excepcionales, los estados Schengen pueden emitir visas con validez territorial limitada (LTV), ya sea nombrando específicamente el/los estado(s) para los que es válida o, inversamente, el/los estado(s) para los que no es válida. Los titulares de visas LTV solo tienen permitido viajar a los estados Schengen para los cuales es válida, así como a Bulgaria, Chipre y Rumania.
Según el Código de Visados Schengen, los Estados miembros pueden emitir visas LTV cuando un consulado considere justificable superar la limitación de tres meses en seis meses, cuando un estado miembro considere necesario debido a circunstancias urgentes derogar las condiciones de entrada establecidas por el Código de Fronteras Schengen, para superar objeciones de otros Estados miembros, o en casos de urgencia.

## Cambios futuros

### Exenciones de visa
- Baréin, Kuwait, Omán, Catar, Arabia Saudita: En 2022, el Consejo de la Unión Europea propuso una exención de visa para los nacionales de todos los países del Consejo de Cooperación del Golfo que aún no estaban exentos.[21]
- Ecuador: En 2022, el Parlamento Europeo propuso una exención de visa para los nacionales de Ecuador.[22]
- Guyana: En julio de 2023, el presidente guyanés Irfaan Ali declaró que al menos cinco países de la UE habían acordado patrocinar una propuesta para una exención de visa para los nacionales de Guyana.[23]
- Vanuatu: Un acuerdo de exención de visa entre la UE y Vanuatu fue suspendido el 4 de mayo de 2022 y estaba programado para reanudarse el 4 de agosto de 2024.

### Sistema de entrada/salida
En 2017, la UE adoptó un reglamento para establecer un Sistema de Entrada/Salida (EES, por sus siglas en inglés) para registrar electrónicamente la entrada y salida de nacionales de terceros países hacia y desde el Espacio Schengen en una base de datos central, reemplazando el sellado manual de pasaportes. Los objetivos son aumentar la automatización del control fronterizo e identificar a los que permanecen más allá del período permitido. A partir de febrero de 2023, se espera que el EES entre en funcionamiento en 2024.
La UE también planea establecer un Programa de Viajero Registrado que permitiría a los viajeros preseleccionados un acceso más fácil.
La UE también planea establecer un Programa de Viajeros Registrados que permitiría a los viajeros previamente seleccionados un acceso más fácil. 

### ETIAS
El Sistema Europeo de Información y Autorización de Viajes (ETIAS) es un sistema electrónico de autorización planeado para visitantes exentos de visa que deseen viajar al Espacio Schengen y a otros Estados miembros de la UE, excepto Irlanda, que permanece en el Área de Viaje Común con el Reino Unido y otras islas británicas.
La implementación de ETIAS se ha pospuesto varias veces. A partir de 2023, se espera que entre en funcionamiento en 2025, con un período de gracia de 6 meses para permitir que los viajeros y el personal se familiaricen con el nuevo sistema. Los visitantes potenciales deberán completar una solicitud en línea y se deberá pagar una tarifa de €7 para aquellos de entre 18 y 70 años. Se espera que ETIAS procese la gran mayoría de las solicitudes automáticamente mediante la búsqueda en bases de datos electrónicas y luego proporcione una respuesta inmediata, pero en algunos casos limitados, podría tardar hasta 30 días.

### Plataforma única de solicitud de visa
La Comisión Europea está planeando introducir una plataforma única de solicitud de visa en línea a nivel de la UE, que reemplazaría las plataformas nacionales separadas. La plataforma será desarrollada por eu-LISA y está programada para ser introducida en 2026. Se ha establecido un período de transición para que todos los Estados miembros migren a la plataforma única, que durará hasta 2031. La propuesta fue aprobada por el Comité de Libertades Civiles, Justicia y Asuntos de Interior del Parlamento Europeo en febrero de 2023 por un margen de 34-5. El Parlamento negoció con el Consejo Europeo sobre la redacción final e implementación. El 13 de junio de 2023, ambas partes acordaron un proyecto de regulación, que debe ser aprobado por los Estados miembros.